# Бартелеми Боганда
Бартелеми Боганда (фр. Barthélemy Boganda; Бобангуи, 4. април 1910 — Боукпајанга, 29. март 1959) је био водећи националиста у Средњоафричкој Републици пре постизања независности.
Основао је „Покрет за еволуцију црне Африке“. Водио се пан-афричким идејама какве је заступао и Кваме Нкрумах. Иако је његов Покрет био утемељен на демократији, изопачио га је Богандин нећак Џин-Бедел Бокаса.
Био је у роду и с Давидом Даком. Као премијер служио је од 8. децембра 1958. до 29. марта 1959. када је погинуо у авионској несрећи.